# Timaru

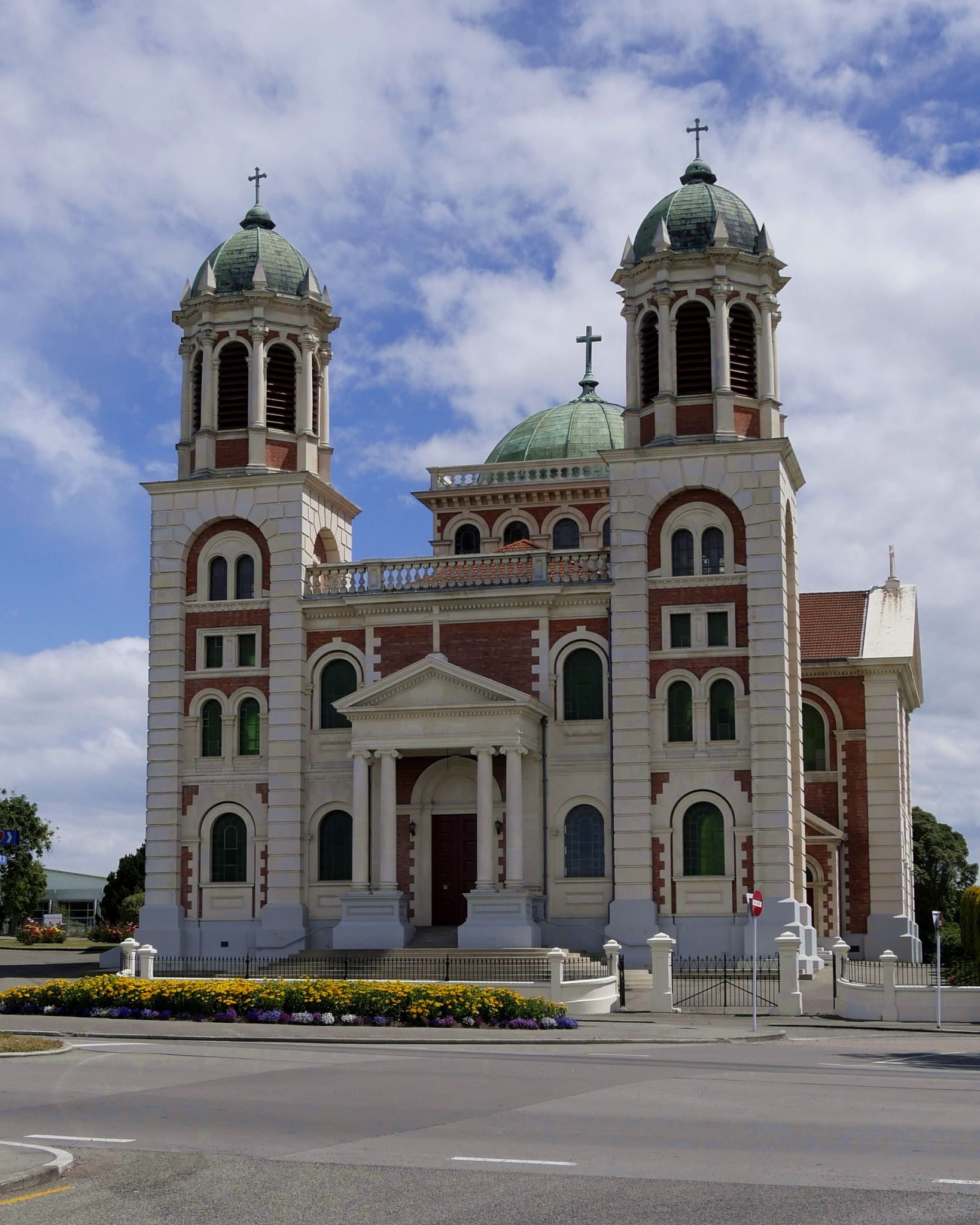
Sacred Heart Basilica von Timaru, 1910/11 erbaut

Timaru ist eine Hafenstadt im Timaru District der Region Canterbury auf der Südinsel von Neuseeland. Die Stadt ist Sitz des Timaru District Council.

## Namensherkunft
Der Ursprung des Namens Timaru ist nicht eindeutig geklärt. Einer Annahme nach soll sich der Name aus einer Umformung von dem Begriff „Te Maru“ hergeleitet haben. In der Sprache der Māori bedeutet dies so viel wie „der geschützte Ort“. Eine andere Annahme leitet den Namen aus „ti“ für Cabbage Tree, eine 15 m hohe, nur in Neuseeland vorkommende Art der Keulenlilien, und „maru“ für schattig ab.

## Geographie
Die Stadt befindet sich rund 147 km südwestlich von Christchurch und rund 174 km nordnordöstlich von Dunedin an der Ostküste der Südinsel. Nordwestlich des Hafens der Stadt erstreckt sich die Caroline Bay und etwas weiter nördlich die Washdyke Lagoon, wohingegen südlich des Hafens zum Patiti Point die Küste mit Felsformationen durchsetzt ist. Das Stadtgebiet ist von zahlreichen kleinen Streams (Bäche) durchzogen, etwas größere Flüsse münden rund 12 km südlich mit dem Pareora River und rund 15 km nordöstlich mit dem Opihi River in den Pazifischen Ozean.

## Geologie
Timaru wurde auf einem Lava-Geröllfeld des Vulkans Mount Horrible errichtet, der vor rund 2 Millionen Jahren aktiv war und heute als erloschen gilt. Ähnlich wie die Vulkane des Auckland Volcanic Field soll der Vulkan lediglich eine große Eruptionsphase gehabt haben oder mehrere Eruptionen in einer sehr kurzen Zeit. Untersuchungen haben ergeben, dass der Vulkan seine Asche über 130 km² verteilt hat und dabei Ascheschichten von über 5 m Dicke erzeugen konnte. Daraus erklärt sich die Tatsache, dass das Stadtgebiet nicht eben verläuft, obwohl das gesamte Hinterland der Canterbury Plains nach Norden hin sich relativ flach erstreckt. Das Gestein des Vulkans wurde zum Bau der lokalen „Blaustein“-Häuser verwendet. Blaustein (bluestone) ist eine in nasser Form blau erscheinende Form von Dolerit-Gestein.

## Geschichte

### Frühe Besiedlung durch die Māori
Māori scheinen die Gegend um Timaru schon viele Jahre vor Ankunft der ersten Europäer im 19. Jahrhundert als Rastplatz während der Kanufahrten entlang der Ostküste benutzt zu haben. In der Gegend wurden an mehr als 500 Stellen Spuren von Steinkunst der Māori gefunden, besonders unter Felsüberhängen und den Höhlen der Opuha- und Opihi-Flusstäler, westlich vom heutigen Timaru. Archäologen nehmen an, dass Māori-Stämme (Iwi) sich in der Gegend bereits vor 1400 dauerhaft angesiedelt hatten. Während des 17. Jahrhunderts wurden die hier siedelnden Ngāti Mamoe durch die Invasion der aus dem nördlichen Bereich der Südhalbinsel stammenden Ngāi Tahu nach Süden in die Gegend des heutigen Fiordland-Nationalparks abgedrängt.

### Siedler aus Europa im 19. Jahrhundert
Die Besiedlung durch Europäer begann mit der Errichtung einer Walfangstation im Jahre 1838/1839 durch die Gebrüder Weller am Patiti Point, in der Nähe des heutigen Stadtzentrums. Das Versorgungsschiff The Caroline lieferte den Namen für die Bucht in der Küste der Stadt. Später wurde die Schaffarm The Levels auf einem von den Gebrüdern Rhodes erworbenen Landstück aufgebaut. 1859, bis dahin lebten nur wenige Siedler in Timaru, erreichte die Strathallan aus England mit 120 Einwanderern an Bord die Stadt. Ständige Streitereien zwischen den Brüdern und der Stadtverwaltung wegen Land führte zunächst zur Gründung der beiden Gemeinden Government Town und Rhodestown in der Hafengegend, die aber im Jahr 1868 schließlich zusammengelegt wurden.
Wegen des Verlusts mehrerer Schiffe an der Küste wurde 1877 die Neuplanung eines künstlichen Hafens in Angriff genommen. Dadurch wurde die Verlagerung von Sand entlang der Pazifikküstenlinie nach Süden ausgelöst, der sich gegenüber der nördlichen Mole anlagert. Das war der Anfang einer groß angelegten Landgewinnungsmaßnahme um den Caroline Bay District herum, einer Gegend, die danach Bevölkerungszuwachs aufwies.

### 20. Jahrhundert
Das Wachstum der Stadt hatte während des 20. Jahrhunderts unvermindert angehalten, in der Mehrzahl wurden Holzhäuser im Kolonialstil (Bungalows) in verschiedenen Neubaugebieten errichtet. Der gusseiserne Leuchtturm am Jack’s Point wurde 1903 in Betrieb genommen.

## Bevölkerung
Zum Zensus des Jahres 2013 zählte der Ort 25.887 Einwohner, 0,57 % mehr als zur Volkszählung im Jahr 2006, wobei sich die einzelnen Stadtteile etwas unterschiedlich entwickelt haben.

## Wirtschaft
Timaru ist das Verwaltungs-, Handels- und Industriezentrum des Timaru Districts und des südlichen Teils der Region Canterbury. Obst, Gemüse und Getreide wird im Hinterland angebaut und zum Teil in der Stadt verarbeitet. Wolle und Fleisch aus der Schaf- und Rinderzucht finden sich auf den Märkten der Stadt wieder und werden mit anderen Waren zusammen zum großen Teil über den Hafen der Stadt verschifft, der auch als Stützpunkt der Fischereiflotte von Timaru dient.

## Infrastruktur

### Straßenverkehr
Durch Timaru führt der New Zealand State Highway 1, der die Stadt mit allen wichtigen Städten und Zentren der Ostküste der Südinsel verbindet. Eine regelmäßige Bus- und Minibusverbindung nach Christchurch, Dunedin, Invercargill, Queenstown und in den Mackenzie District startet vom Visitor Information Centre der Stadt aus.

### Schienenverkehr
Timaru liegt an der Bahnstrecke Lyttelton–Invercargill. Die Eisenbahn erreichte den Ort 1876. Nachdem im Februar 2002 der Southerner eingestellt wurde, findet hier heute ausschließlich Güterverkehr statt.

### Schiffsverkehr
Die Stadt wird unregelmäßig von Kreuzfahrtschiffen angelaufen.

### Flugverkehr
Timaru verfügt mit dem Richard Pearse Airport über einen kleinen Flughafen, über den regelmäßige Kurzstreckenflüge des Inlandsverkehrs von Air New Zealand von und zu Wellington abgefertigt werden. Der Flughafen befindet sich rund 13 km nördlich vom Stadtzentrum von Timaru und besitzt eine 1280 m lange Betonpiste, von der Maschinen mittlerer Größe starten und landen können.

### Bildungswesen
Neben zahlreiche Kindergärten und Grundschulen verfügt Timaru über fünf weiterbildende Schulen, wie die Timaru Girls' High School, die Timaru Boys' High School, die Mountainview High School, das Roncalli College und die Craighead Diocesan School. Weiterführende Ausbildung findet an dem Aoraki Polytechnic statt.

### Medien
Als lokale Tageszeitung für die Stadt und den Distrikt erscheint seit Mitte des 19. Jahrhunderts The Timaru Herald, dessen Druckerei sich in Ashburton befindet. Die Zeitung wird auch in der Region Otago und der Region Süd-Canterbury gelesen. Die wöchentlich erscheinende Gemeindezeitung The Timaru Courier hat eine Auflage von mehr als 24.000 Exemplaren und wird donnerstags an alle Haushalte kostenlos verteilt. In der Stadt senden die beiden lokalen UKW-Radiostationen Port FM und Classic Hits, außerdem gibt es noch weitere UKW-Sender, die zu größeren Senderketten gehören.

## Sehenswürdigkeiten
- Das South Canterbury Museum ist das wichtigste Museum der Region. Es zeigt Ausstellungsstücke mit Bezug zu Geographie und Umwelt, fossile Fundstücke, Steinkunstwerke der Māori, Zeugnisse der frühen Besiedlung des Distrikts und zur lokalen Geschichte der Seefahrt, Elfenbeinschnitzereien, die naturhistorische Sammlung von E. P. Seally und Informationen über Richard Pearse, den Erfinder und seine Versuche zum bemannten Flug in den ersten Jahren des 20. Jahrhunderts.[9]
- Die Aigantighe (ein Schottisch-Gälisches Wort, ausgesprochen auf Englisch ungefähr wie „egg and tie“) Art Gallery in der Wai-iti Road ist das drittgrößte Kunstmuseum der Südinsel und eine der besten Kunstgalerien im Land. Sie zeigt eine Sammlung neuseeländischer, pazifischer, asiatischer und europäischer Kunstwerke vom 16. Jahrhundert bis zur Gegenwart, außerdem eine Skulpturensammlung. Die Galerie wurde 1956 gegründet und befindet sich in einem Wohnhaus aus dem Jahre 1908.
- In Timaru befinden sich eine Reihe von öffentlichen Gärten und Parkanlagen. Der Trevor Griffiths Rose Garden am Caroline Bay Park ist ein neuer Anziehungspunkt, der beim Umbau des Timaru Plaza entstand.
- Die DB Mainland Brauerei in der Sheffield Street kann man besichtigen und deren Produkte probieren.
- Im Süden der Stadt findet man den großflächig angelegten botanischen Garten, der bereits 1864 mit einer Sammlung von Rosen und Farngewächsen angelegt wurde.
- Im Westen befindet sich der gepflegte Centennial Park Reserve, der 1940 mit einem 3,5 km langen Wanderweg durch das bewaldete Tal des Otipua Creek angelegt wurde.

## Veranstaltungen
- In der Parklandschaft der Bay Area findet der jährliche Summer Carnival während der Weihnachtsfeiertage bis zum Neujahrstag statt.
- Im Theater Royal in der Stafford Street finden die meisten Unterhaltungsveranstaltungen statt.
- Die No Indications Gewinner des Timaru Rockfestivals 2006 stammen aus Süd-Canterbury, sie konnten immerhin einen Top-12-Platz belegen.

## Sport
In Timaru gibt es mehrere kommunale Sportanlagen, die internationalen Anforderungen entsprechen. Es gibt Sportanlagen für Rugby, Tennis, Segeln, Schwimmen, Netball, Cricket, Golf, Hockey, Croquet und Kegeln. Außerdem gibt es den South Canterbury Speedskating Club, der einer der größten Inline-Speedskating-Vereine in Neuseeland ist und über eine wettkampftaugliche Asphaltbahn verfügt. Des Weiteren befinden sich in der Stadt zwei Schwimmbäder und im Alpine Energy Stadion können Rugby-Spiele abgehalten werden. Timaru verfügt über mehrere Golfplätze. Dazu gehören die Plätze Highfield, Gleniti, Timaru und die im Umfeld des Ortes Pleasant Point, St. Andrews und Maungati.

## Persönlichkeiten
Söhne und Töchter der Stadt:

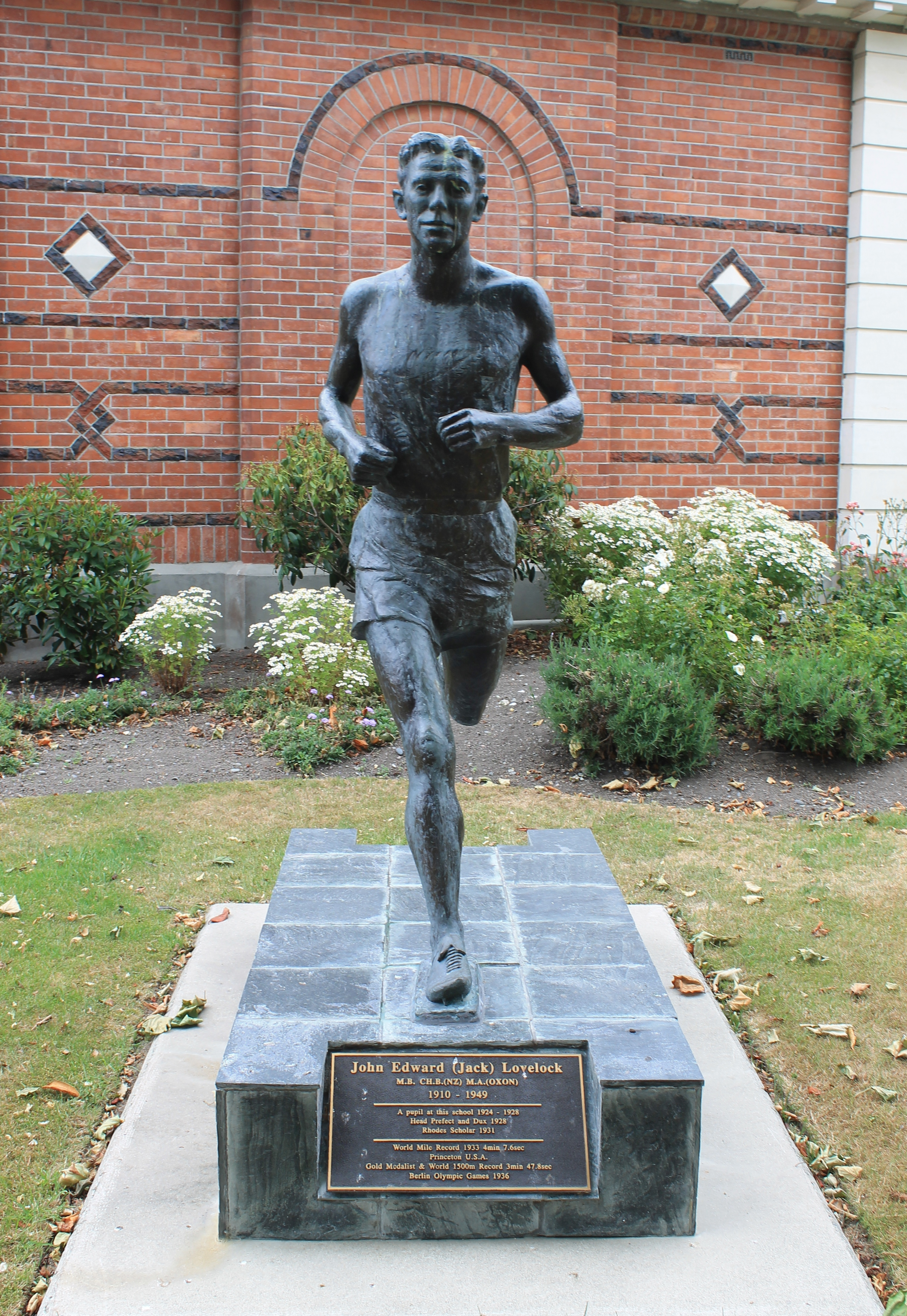
Jack Lovelock (Statue auf dem Gelände der Timaru Boys’ High School)

- Tom Fyfe (1870–1947), Bergsteiger (Erstbesteigung des Aoraki/Mount Cook und weiterer)
- Bella MacCallum (1886–1927), Botanikerin und Mykologin
- Robert Reynolds Macintosh (1897–1989), Anästhesist (Macintosh-Spatel)
- Allen Curnow (1911–2001), Schriftsteller und Journalist
- Charles Elworthy, Baron Elworthy, KG, GCB, CBE, DSO, LVO, DFC, AFC (1911–1993), hochdekorierter Offizier der Royal Air Force
- Reginald John Delargey (1914–1979), Erzbischof von Wellington
- Frank Callaway (1919–2003), Musiker, Musikpädagoge und Musikadministrator
- Ronald Rutherford „Ron“ Elvidge (1923–2019), Rugby-Union-Nationalspieler
- Audrey Eagle (1925–2022), Autorin., Botanikerin und Illustratorin
- Jacqueline Fahey (* 1929), Malerin und Hochschullehrerin
- Ross Gillespie (1935–2023), Hockeyspieler und -trainer
- John Ward (1937–2021), Cricketspieler
- Lawrence Leys „Laurie“ D’Arcy (* 1947), australischer Sprinter
- Penny Hunt, geb. Penelope Christine Haworth (* 1948), Sprinterin
- Richard John „Dick“ Tayler (* 1948), Langstreckenläufer
- John Hattie (* 1950), Pädagoge
- Les O’Connell (* 1958), Ruderer, der 1984 Olympiasieger im Vierer ohne Steuermann wurde
- Christine Jensen Burke (* 1968 oder 1969), Bergsteigerin, die als erste ihrer Herkunft die Seven Summits und den K2 bestieg
- Danyon Loader (* 1975), Schwimmer, Goldmedaillengewinner über 200 und 400 Meter Freistil bei den Olympischen Spielen 1996, Silbermedaillengewinner über 200 Meter Schmetterling bei den Olympischen Spielen 1992
- Simon Glass (* 1982), Eishockeyspieler
- Marc Ryan (* 1982), Bahn- und Straßenradrennfahrer
- Shane Archbold (* 1989), Radsportler
- Uini Atonio (* 1990), Rugby-Union-Spieler
- Tomas Walsh (* 1992), Kugelstoßer
- Emily Fanning (* 1995), Tennisspielerin

Weitere Persönlichkeiten mit Bezug zur Stadt:
- Robert James „Bob“ Fitzsimmons (1863–1917), Boxer, lebte und arbeitete als Schmied in Timaru. Es gibt ein lebensgroßes Standbild von ihm im Stadtzentrum.
- John Edward „Jack“ Lovelock (1910–1949), Goldmedaillengewinner im 1500-Meter-Lauf bei den Olympischen Spielen 1936 in Berlin, besuchte die Timaru Boys’ High School und überließ der Schule den bis heute erhaltenen Eichenkranz der Siegerehrung. Seit 2002 gibt es ein Standbild von ihm auf dem Schulgelände, das vom selben Bildhauer erschaffen wurde, der auch das von Bob Fitzsimmons an der Strathallan Corner geschaffen hat. Des Weiteren steht dort die Lovelock Oak, seine zusammen mit der Medaille erhaltene Olympia-Eiche.
- Michael John „Mike“ Minogue QSO (1923–2008), Politiker; besuchte die Timaru Boys’ High School
- Richard Pearse (1877–1953), Luftfahrtpionier; lebte in Waitohi, 15 Kilometer nördlich von Timaru
- Kevin Smith (1963–2002), Schauspieler, bekannt aus der Fernsehserie Xena – Die Kriegerprinzessin, ist in Timaru aufgewachsen

## Trivia
- Bei den Olympischen Spielen 1936 in Berlin gewann John Edward „Jack“ Lovelock den 1500-Meter-Lauf, wobei damals allen Goldmedaillengewinnern auch eine so genannte Olympia-Eiche vergeben wurde. Da er selbst nicht nach Neuseeland zurückkehrte, sondern nach Großbritannien übersiedelte, nahmen Freunde den Setzling mit, der 1941 vor der Timaru Boys' High School gepflanzt wurde. Die „Lovelock-Eiche“ steht dort noch heute und wurde zum nationalen Kulturgut erklärt. Jährlich sammeln Schüler die Eicheln, um daraus neue Setzlinge zu ziehen.[10][11]
- Das Rennpferd Phar Lap stammt aus der Gegend nördlich von Washdyke.
- Während des Jahres 1978 lag das Passagierschiff SS Australis (auch bekannt als SS American Star oder SS America) vor dem Verkauf an eine andere Reederei für mehrere Monate im Hafen von Timaru vor Anker.
- Der Krater Timaru auf dem Mars ist nach der Stadt benannt worden.